# Lorna Maitland

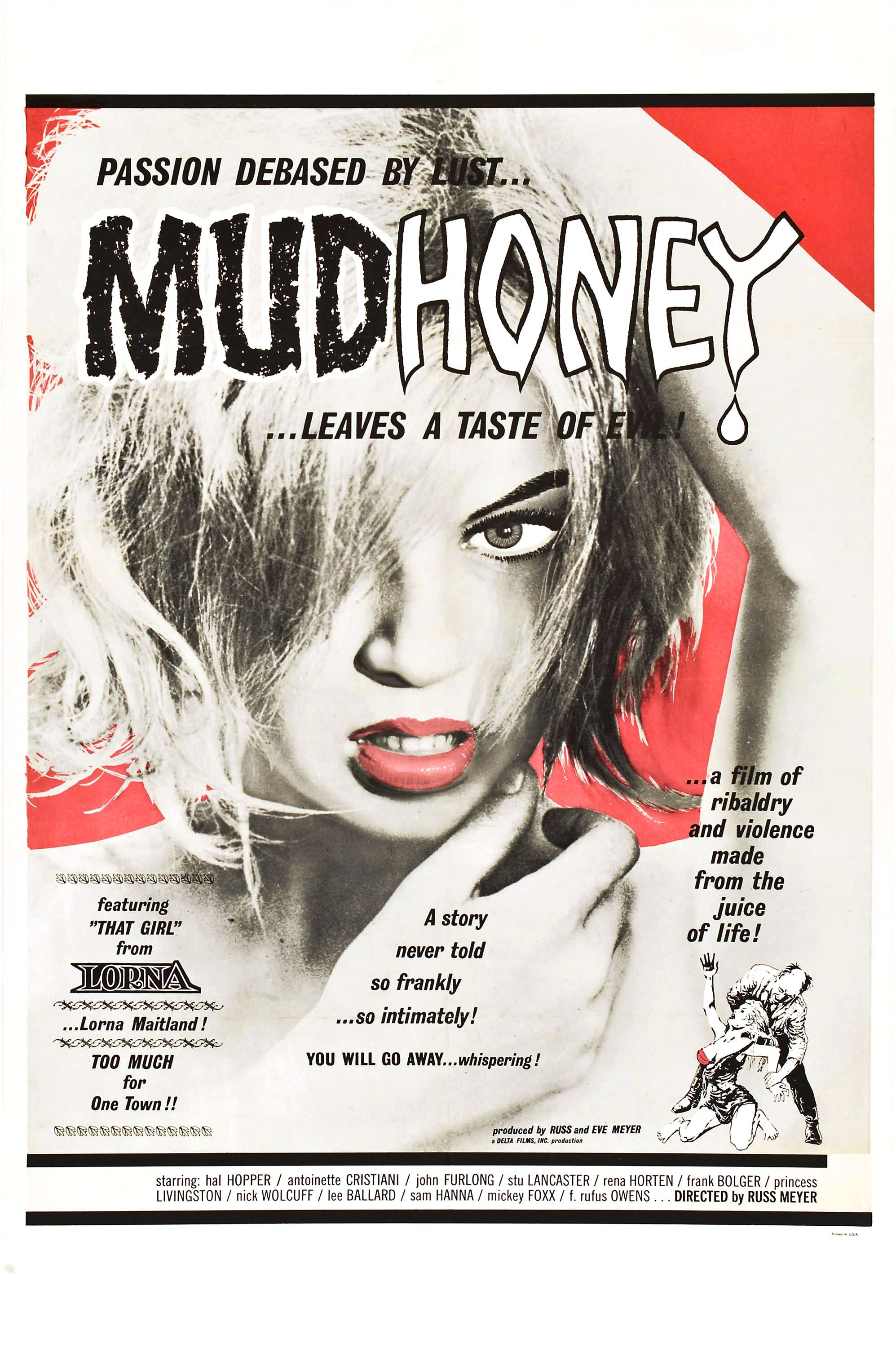
Cartel cinematográfico de Mudhoney.

Lorna Maitland, nacida como Barbara Ann Popejoy (19 de noviembre de 1943) es una actriz de cine estadounidense. Apareció en tres películas de Russ Meyer: Lorna, Mudhoney y Mondo Topless.

## Biografía
Lorna Maitland nació en Glendale, Condado de Los Ángeles, el 19 de noviembre de 1943. Su hermano, James Louis Popejoy, nació el 2 de julio de 1942 en el Condado de Los Ángeles, California.

## Filmografía
- Lorna de Russ Meyer (1964)
- Mudhoney de Russ Meyer (1965)
- Mondo Topless de Russ Meyer (1966)
- Hot Thrills and Warm Chills de Dale Berry (1967)
- Hip Hot and 21 de Dale Berry (1967)